# Still Cruisin'
Still Cruisin' è il ventiseiesimo album in studio dei The Beach Boys, ultimo lavoro discografico del decennio, pubblicato il 28 agosto 1989 su etichetta Capitol Records.

## Descrizione
L’album contiene perlopiù materiale inciso per diverse colonne sonore, dove trovò spazio tra le altre la hit Kokomo incisa l'anno precedente per il film Cocktail di Roger Donaldson con Tom Cruise come protagonista. Kokomo frutto della collaborazione tra Mike Love, John Phillips, Scott McKenzie e il produttore Terry Melcher riporto' i Beach Boys in cima alle classifiche americane e internazionali (Giappone e Australia) dopo circa 22 anni di distanza dalla loro ultima #1 hit Good Vibrations, distribuita nel 1966 nell'epoca d'oro e più fortunata della loro carriera musicale.
Il contributo dello storico leader Brian Wilson fu ridotto al minimo, una sola traccia (In My Car), evidente dimostrazione di quanto Wilson in quel periodo desse più importanza alla propria carriera da solista avviata di recente.
Still Cruisin' raggiunse la 46ª posizione nella classifica di Billboard, permanendo nelle classifiche per 22 settimane.

## Tracce
1. Still Cruisin' (Mike Love/Terry Melcher) - 3:35
2. Somewhere Near Japan (Bruce Johnston/Mike Love/Terry Melcher/John Phillips) - 4:48
3. Island Girl (Al Jardine) - 3:49
4. In My Car (Brian Wilson/Eugene Landy/Alexandra Morgan) - 3:21
5. Kokomo (Mike Love/Scott McKenzie/Terry Melcher/John Phillips) - 3:35
6. Wipe Out (Bob Berryhill/Pat Connolly/Jim Fuller/Ron Wilson) - 4:00
7. Make It Big (Mike Love/Bob House/Terry Melcher) – 3:08
8. I Get Around (Brian Wilson/Mike Love) – 2:09
9. Wouldn't It Be Nice (Brian Wilson/Tony Asher) – 2:22
10. California Girls (Brian Wilson/Mike Love) – 2:35

## Formazione
The Beach Boys
- Mike Love – voce, armonie e cori
- Al Jardine – voce, armonie e cori, chitarra
- Carl Wilson – voce, armonie e cori, chitarra, tastiere
- Bruce Johnston – voce, armonie e cori, tastiere, basso
- Brian Wilson – voce, armonie e cori; tastiere e sintetizzatori in In My Car

Musicisti aggiuntivi
- The Fat Boys – rap in Wipe Out
- Adam Jardine – cori in Island Girl
- Matt Jardine – cori in Island Girl
- Jeffrey Foskett – cori in Island Girl e chitarra acustica in Kokomo
- Craig Trippand Fall – chiyarra solista in Still Cruisin' e Somewhere Near Japan, basso, mandolino
- Joseph Brasler – chiyarra solista in In My Car
- Rod Clark – basso in Kokomo
- Keith Wechsler – batteria e tastiere in Still Cruisin'
- Mike Kowalski – batteria in Island Girl
- Vinnie Colaiuta – batteria in In My Car
- Jim Keltner – batteria in Somewhere Near Japan e Kokomo
- Van Dyke Parks – fisarmonica in Kokomo
- Joel Peskin – sax in Kokomo e Make It Big
- Chili con Charles – percussioni in Kokomo
- "Milton", "Mike" (cognomi sconosciuti) e Vince Charles – batteria in Kokomo
- Ry Cooder – chitarra slide in Kokomo